# Hernán Díaz
Hernán Díaz est un ancien footballeur argentin né le 26 février 1965 dans la province de Santa Fe en Argentine. Il évoluait au poste d'arrière droit. 
Il a participé à la Coupe du monde 1994 avec l'Argentine et a remporté la Copa Libertadores en 1996 avec River Plate.

## Carrière
- 1985 : Rosario Central  Argentine
- 1986 : Los Andes  Argentine
- 1986-1989 : Rosario Central  Argentine
- 1989-1999 : River Plate  Argentine
- 2000 : Colón  Argentine
- 2000-2001 : River Plate  Argentine

## Palmarès
- Vainqueur de la Copa Libertadores en 1996 avec River Plate
- Vainqueur de la Supercopa Sudamericana en 1997 avec River Plate
- Champion d'Argentine en 1987 avec Rosario Central, en 1990 avec River Plate
- Vainqueur du Tournoi d'ouverture en 1991, 1993, 1994, 1996, 1997 et 1999 avec River Plate
- Vainqueur du Tournoi de clôture en 1997 avec River Plate
- 28 sélections (3 buts) avec l'Argentine entre 1987 et 1998